# James Nesbitt
James Nesbitt, född den 15 januari 1965 i Coleraine, Nordirland, är en nordirländsk skådespelare.
Han var i unga år inte speciellt intresserad av skådespeleri utan det dröjde tills en av Nesbitts lärare uppmanade honom att söka till den lokala teatern som han började intressera sig. Detta ledde till att Nesbitt sedermera började på teaterskola i London. James Nesbitt är i Sverige mest känd som Adam i dramakomediserien Kalla Fötter (Cold Feet) och som Ivan Cooper i Bloody Sunday, filmatiseringen om den så kallade Blodiga söndagen i Nordirland 30 januari 1972. 

## Filmografi i urval

### Filmer
- 1995 – Go Now
- 1996 – Jude
- 1996 – Välkommen till Sarajevo
- 1997 – The James Gang
- 1997 – This is the Sea
- 1998 – Resurrection Man
- 1998 – Lottomiljonären
- 1999 – Women Talking Dirty
- 2000 – Wild About Harry
- 2001 – Lucky Break
- 2004 – Bloody Sunday
- 2004 – Millions
- 2005 – Match Point
- 2006 – Scoop
- 2009 – Five Minutes Of Heaven
- 2009 – Cherrybomb
- 2011 –  Coriolanus
- 2012 –  Hobbit: En oväntad resa
- 2013 –  Hobbit: Smaugs ödemark
- 2014 –  Hobbit: Femhäraslaget

### Serier/miniserier
- 1992 – Indiana Jones äventyr (TV-serie) (ett avsnitt "Germany, Mid-August 1916")
- 1995 – Soldier Soldier (TV-serie) (viss medverkan)
- 1997 – I ondskans närhet (TV-serie)
- 1996–1998 – Ballykissangel (TV-serie) (tidvis medverkan)
- 1997–2003 – Kalla fötter (TV-serie)
- 2003 – The Canterbury Tales (TV-serie)
- 2004–2007 – Murphys Law (TV-serie)
- 2004 – Wall of Silence (TV-serie)
- 2007 – Jekyll (TV-serie)
- 2007 – Cinderella (TV-serie)
- 2008 – Midnight man (TV-serie)
- 2010 – The Deep (TV-serie)
- 2011 – Monroe (TV-serie)
- 2014 – The Missing (TV-serie)
- 2017 – Stan Lee's Lucky Man (TV-serie)
- 2022 – Suspect (TV-serie)